# Acantharchus pomotis
Acantharchus pomotis (Baird, 1855) è un pesce osseo d'acqua dolce appartenente alla famiglia Centrarchidae. Si tratta dell'unica specie appartenente al genere Acantharchus .

## Distribuzione e habitat
Questa specie è diffusa nella parte orientale a est dei monti Appalachi degli Stati Uniti d'America, nei bacini idrografici dei fiumi che sfociano nell'oceano Atlantico, dall'Hudson (New York) ai fiumi St. Marks e Suwannee (Florida settentrionale). Vive in acque lente, ricche di vegetazione, fango e detriti come stagni, laghi, paludi e fiumi e ruscelli di piccole dimensioni.

## Descrizione
È un pesce di piccole dimensioni caratteristico fra tutti i centrarchidi per avere cinque o più raggi spiniformi nella pinna anale e per avere scaglie cicloidi. Il corpo è oblungo e compresso lateralmente, con occhi e bocca grandi. Le pinne pettorali e la pinna caudale hanno margini arrotondati e hanno colore olivaceo più o meno scuro; la pinna anale è bordata di nero. Sull'opercolo branchiale è presente una macchia scura. Il colore del corpo è bruno sul dorso e giallo brunastro sui fianchi; i giovanili sono olivastro chiaro. Tre o quattro strisce orizzontali parallele di colore scuro si estendono da dietro l'occhio lungo i fianchi.
Raggiunge i 21 cm ma mediamente muìisura circa 14 cm.

## Biologia
Vive fino a 8 anni.

### Comportamento
Ha abitudini notturne.

### Alimentazione
La dieta comprende prevalentemente invertebrati come crostacei anfipodi e decapodi, coleotteri e libellule ma anche piccoli pesci.

### Riproduzione
La riproduzione avviene in periodi diversi secondo la latitudine: nella tarda primavere/inizio estate nella parte nord dell'areale e già dalla fine inverno nei settori meridionali. La maturità sessuale è raggiunta a un anno.

## Conservazione
La specie è presente in un gran numero di località con popolazioni abbondanti e apparentemente stabili. Pare che sia stata estirpata nello stato di New York e in Pennsylvania, ai margini settentrionali dell'areale. Ciò nonostante la Lista rossa IUCN classifica A. pomotis come "a rischio minimo".